# Тугарін Валентин Якович
Валентин Якович Тугарін (нар. 5 травня 1931 — пом. 1998) — радянський футболіст та тренер.

## Кар'єра гравця
У 1957 році захищав кольори клубу «Шахтар» (Кемерово), який виступав у Першій союзній лізі.

## Кар'єра тренера
У 1962 році був призначений головним тренером кемеровської команди, яка на той час виступала вже під назвою «Хімік». З 1963 по 1964 рік очоблював севастопольський СКЧФ. У 1965—1966 роках був головним тренером чернігівської «Десна», а в 1967 році знову став головним тренером севастопольської «Чайки». У 1968 році повернувся до Чернігова, де знову очолив «Десну». У 1971 році переїхав до Севастополя, де став начальником місцевої команди «Авангард». З серпня 1977 по 1979 рік тренував рівненський «Авангард». У 1980 році був головним тренером івано-франківського «Спартака», а з 1981 по 1982 рік очолював «Кривбас». З 26 вересня 1984 року по червень 1986 року був головним тренером севастопольської «Атлантики» (саме під такою назвою в той час виступала місцева «Чайка»). Останнім клубом у тренерській кар'єрі Валентина був російський «Вулкан» (Петропавловськ-Камчатський), який він тренував з 1989 по 1991 рік.
Помер Валентин Тугарін у 1998 році.